# Adolphe Tonduz
Adolphe Tonduz, né le 18 septembre 1862 à Pully et mort le 19 décembre 1921 à Guatémala, est un botaniste suisse qui explora le Guatémala et le Costa Rica.

## Biographie
Après des études à l'Université de Lausanne et un emploi de préparateur au musée d'histoire naturelle et au cabinet de biologie dans la même ville de 1885 à 1887, Adolphe Tonduz fut le fondateur de la botanique scientifique au Costa Rica et le premier directeur de l'herbier national de ce pays, fondé en 1897. Il publia avec Henri Pittier Primitae Florae Costaricensis et Herborisations au Costa Rica dans le Bulletin de l'Herbier Boissier.
Il conservait quelques spécimens de ses expéditions botaniques pour le musée national du Costa Rica et envoyait le reste au jardin botanique royal de Bruxelles, dont le directeur était Théophile Durand, ami et collaborateur de Pittier en Suisse.

## Quelques publications
- 1895. Exploraciones botánicas en Talamanca. Instituto Físico-Geográfico
- 1895. Herborisations au Costa Rica / in: Bulletin de l'Herbier Boissier, T. 3, no 1, p. 1 sq

## Hommages
- Acronia tonduzii (Schltr.) Luer 2005
- Anthurium tonduzii  Engl. 1898
- Aphelandra tonduzii Leonard in Standl. 1938
- Calyptranthes tonduzii Donn.Sm. 1897
- Cedrela tonduzii C.DC. 1905
- Quercus tonduzii Seem. 1904
- Weberocereus tonduzii (F.A.C.Weber) G.D.Rowley 1982

## Source
- (es) Cet article est partiellement ou en totalité issu de l’article de Wikipédia en espagnol intitulé « Adolphe Tonduz » (voir la liste des auteurs).